# Alexei Rudeanu
Alexei Rudeanu (n. 12 aprilie 1939, Chișinău, România – d. 2 ianuarie 2013, București, România; a publicat și sub pseudonimul Alexander Mertz) a fost un scriitor și prozator român.

## Biografie
S-a născut la Chișinău. A făcut studii primare și liceale la Zalău, Cluj, Aiud, terminate în 1957 la Arad, apoi la Institutul Pedagogic din Suceava în anii 1968-1969. A lucrat ca redactor la diverse ziare din Botoșani și Suceava. A debutat în suplimentul literar al ziarului sucevean „Zori noi” în 1957, continuând să publice reportaje, schițe și povestiri în presa locală. Între anii 1977 și 1986 s-a retras în munți, pentru a se dedica scrisului.
În 1992 a fondat „Liga Legendelor Lumii - Gnomes' Land”, pentru promovarea copiilor talentați, iar în 2000 a înființat „Cetatea literară. Revista scriitorilor români de pretutindeni”.

## Lucrări
- Exilul pisicilor (1969)
- Ultimul monac (1973)
- Focul rece (1973)
- Destine din nord (1974)
- Pietrele acestei case (1975)
- Mansarda colibei (1976)
- Fratele norocos (1980)
- Rușinea familiei (1983)
- Maraton spre fericire (2007; ca Aleksander Mertz)